# 卡诺萨-迪普利亚
卡诺萨-迪普利亚（義大利語：Canosa di Puglia），是意大利普利亚大区巴列塔-安德里亞-特拉尼省的一个市镇。总面积149.53平方公里，人口31075人，人口密度207.8人/平方公里（2009年）。ISTAT代码为072013。

## 友好城市
- 波蘭格魯耶茨
- 義大利格林扎内卡武尔
- 義大利托雷马焦雷
- 義大利蒙泰米洛内
- 義大利切里尼奧拉